# 盛岡市立松園中学校
盛岡市立松園中学校（もりおかまつぞのちゅうがっこう）は、岩手県盛岡市松園にある公立中学校。

## 主な卒業生
- 錦織新（ハンドボール選手）
- 長野かづさ（元ハンドボール選手）
- 伊藤ふたば（スポーツクライミング選手）
- 安倍千夏（元ハンドボール選手）
- 安倍竜之介（ハンドボール選手）